# Robres
Robres è un comune spagnolo di 531 abitanti situato nella comunità autonoma dell'Aragona.
Il nome Robres deriva dallo stile della danza aragonese (la Jota).